# Trà My
Trà My is een thị trấn en tevens de hoofdplaats in het district Bắc Trà My, een van de districten in de Vietnamese provincie Quảng Nam.
Trà My ligt in het noordoosten van het district en ligt aan de noordelijke oever van de Trường.